# 고미호
고미호(1990년 9월 21일 ~ )는 러시아 태생의 대한민국의 방송인 겸 유튜버로 2023년 11월 23일 대한민국으로 귀화했다.

## 영화
- (2017년) 《범죄도시》 ... 나미 역
- (2024년) 《범죄도시4》 ... 장이수 여자친구 2 역[1]